# Kwame Vaughn
Kwame Vaughn (Oakland, 31 maggio 1990) è un cestista statunitense, professionista in Europa.

## Palmarès
- Match des Champions: 1

ASVEL: 2016
- Coppa di Serbia: 1

Partizan Belgrado: 2018
- Campionato kazako: 1

Astana: 2022-2023